# Stade nautique Pieter van den Hoogenband

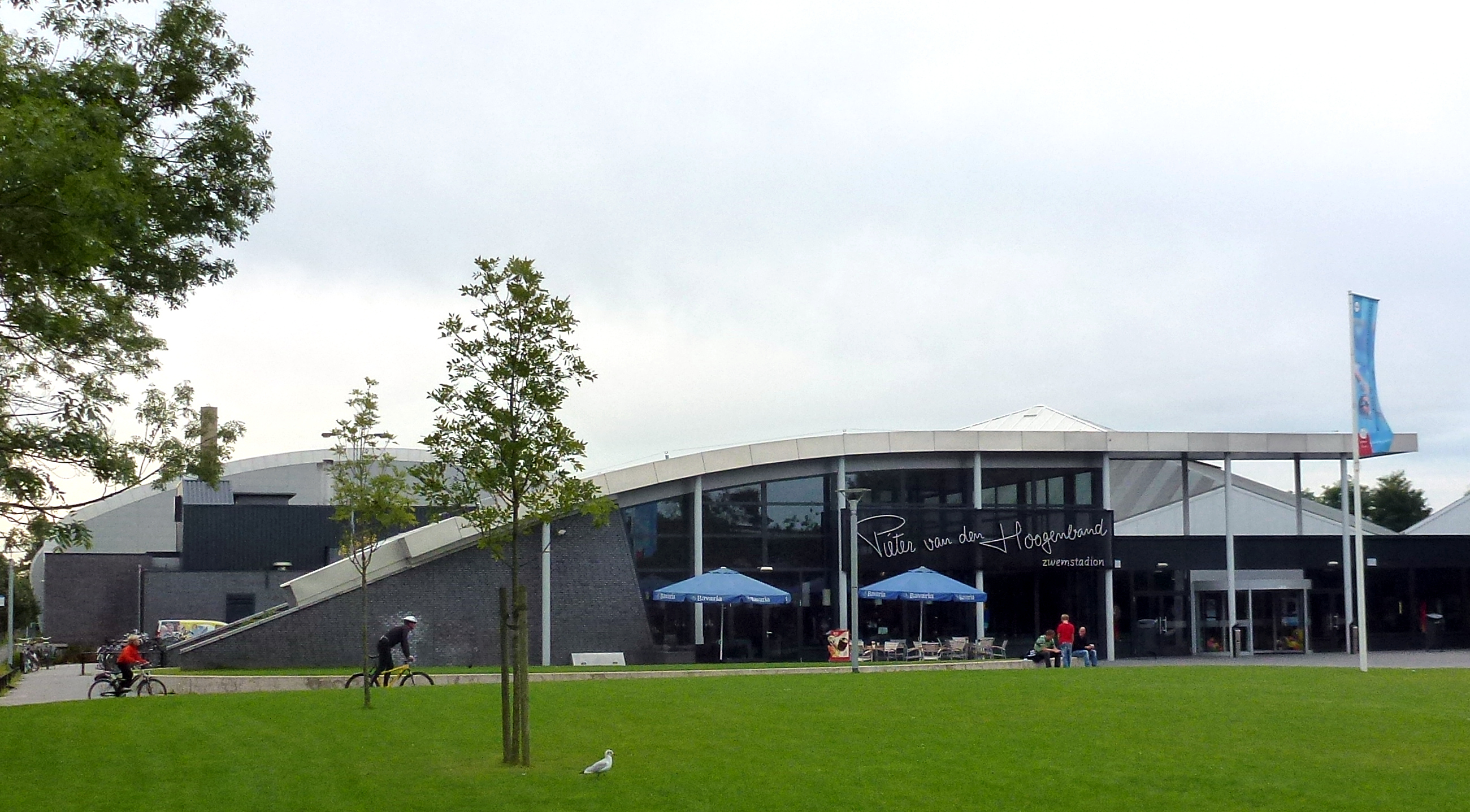
Le bâtiment du stade nautique.

Le stade nautique Pieter van den Hoogenband (Pieter van den Hoogenband Zwemstadion) est un complexe sportif destiné à la natation, situé dans la ville néerlandaise de Eindhoven.
Il est situé dans le Centre nautique national de Tongelreep (Nationaal Zwemcentrum de Tongelreep).

## Histoire
En décembre 2008, le stade est renommé en hommage à Pieter van den Hoogenband, champion olympique néerlandais de nage libre.
Le site est équipé d'une piscine de cinquante mètres, d'un bassin de vingt-cinq mètres, d'un bassin d'entraînement de quatre lignes de cinquante mètres, ainsi que des installations nécessaires aux compétitions de plongeon. Le bassin de cinquante mètres peut accueillir une assistance de deux mille cinq cents spectateurs, portée à trois mille cent cinquante pendant la phase finale des championnats d'Europe de water-polo féminin et masculin en 2012.
Il accueille les championnats d'Europe de natation en 2008, les championnats d'Europe en petit bassin de 2010, les championnats d'Europe de water-polo féminin et masculin en 2012 et les épreuves de plongeon des championnats d'Europe de natation 2012.